# Raïon de Verkhovyna
Le raïon de Verkhovyna (en ukrainien : Верховинський район) est un raïon (district) dans l'oblast d'Ivano-Frankivsk en Ukraine.

## Lieux d'intérêt
Le parc national de Verkhovyna.

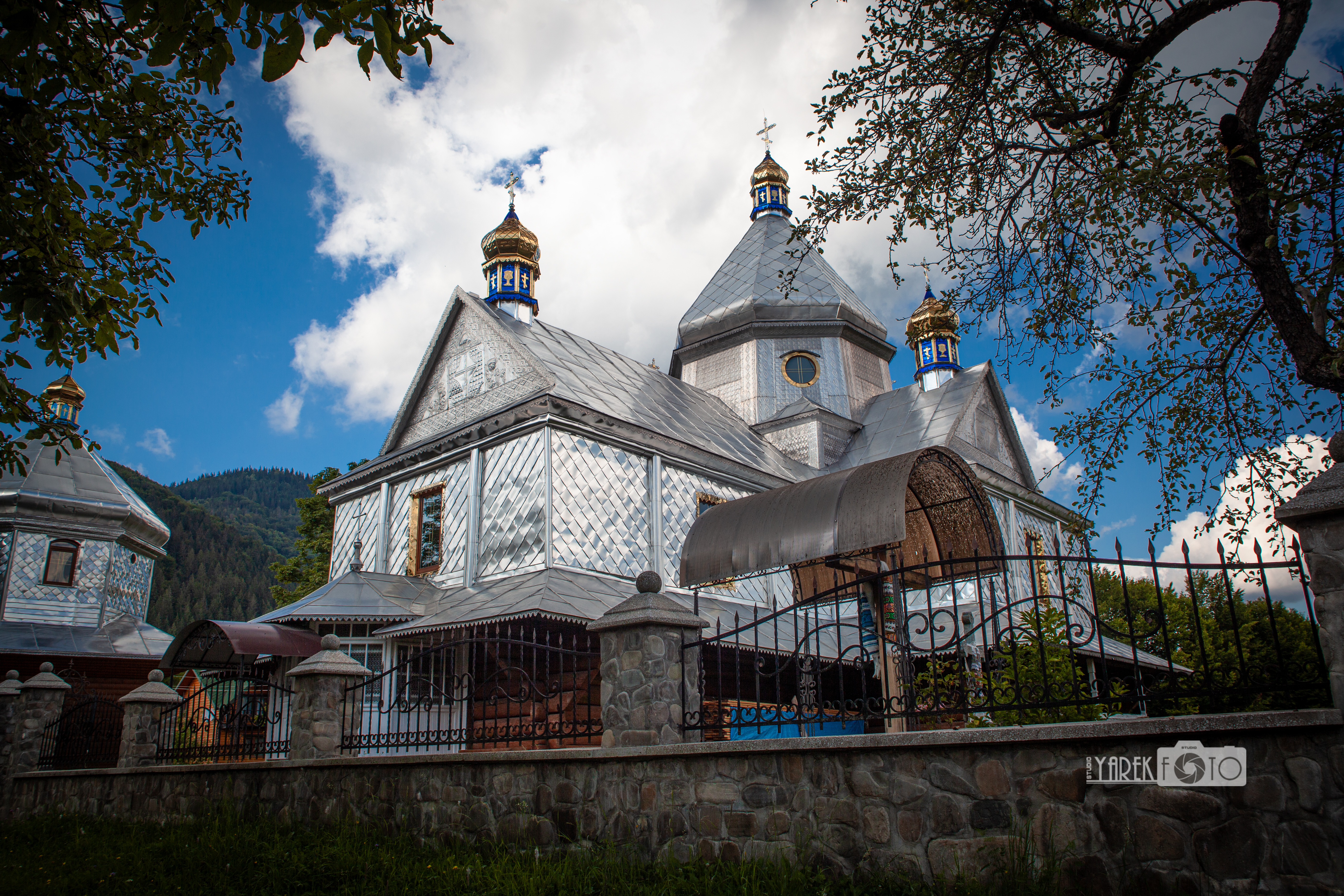
Eglise de l'Intercession, classée[1],
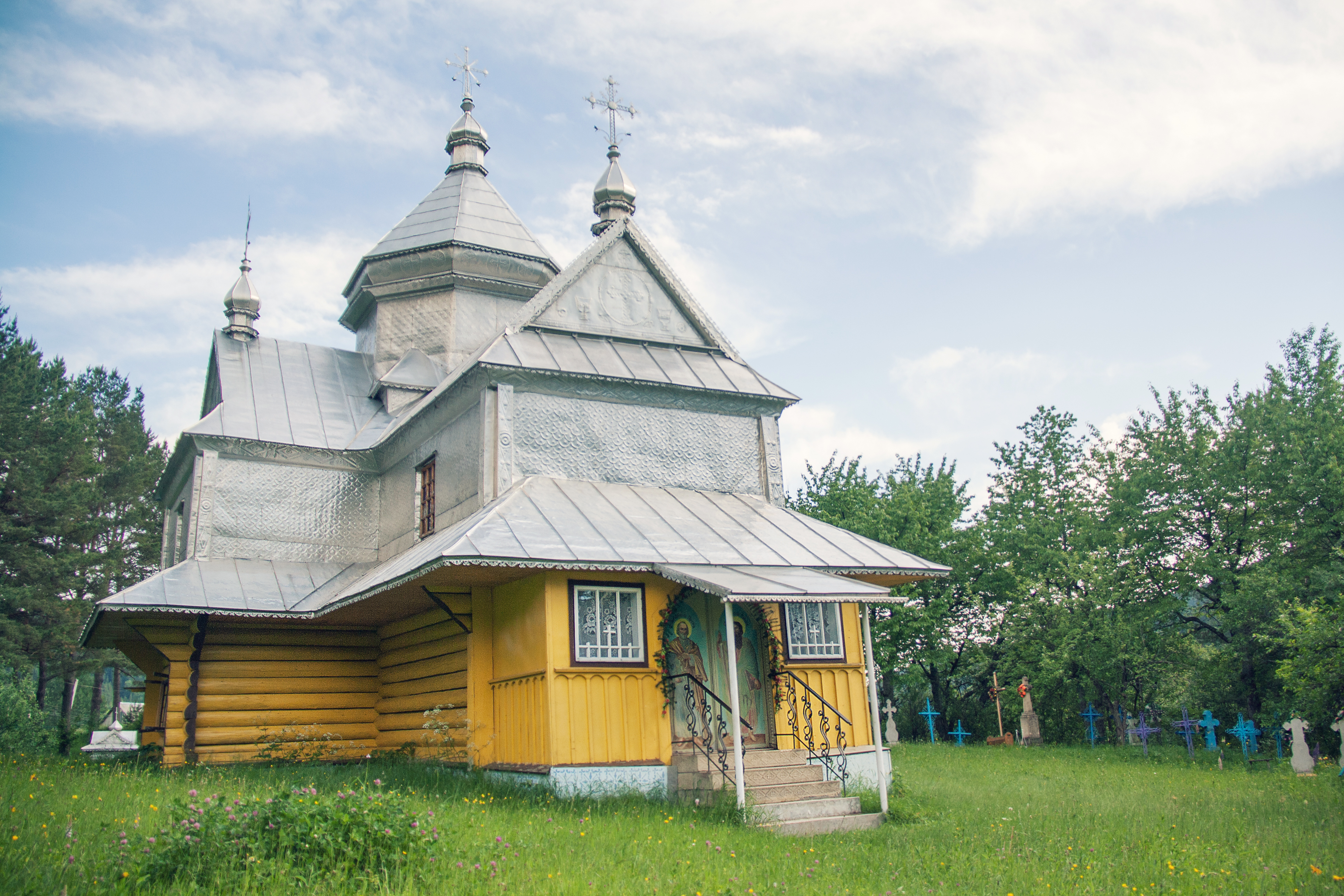
église st-Nicolas, classée[3],
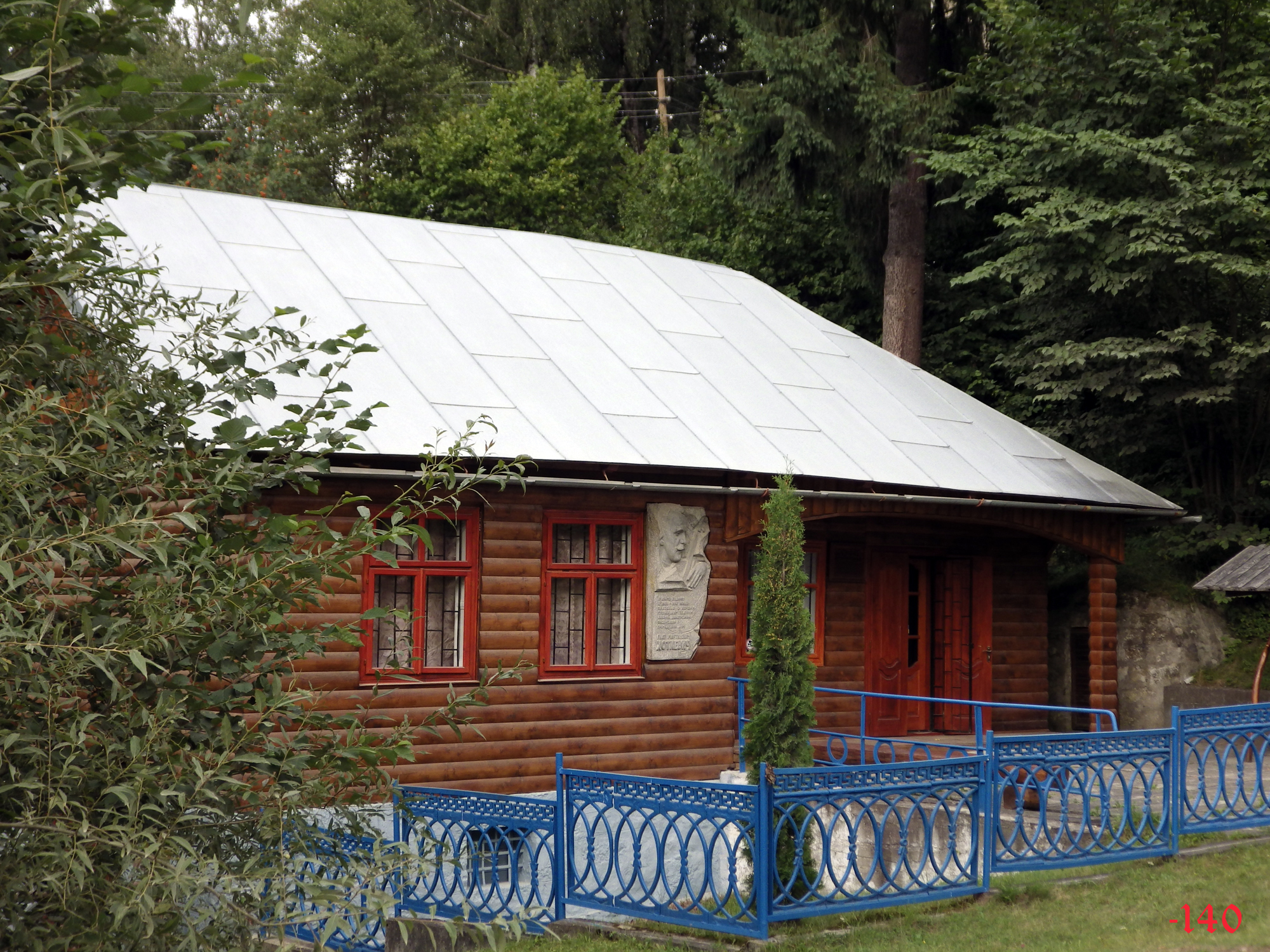
musée Houtsoule, classé[4],
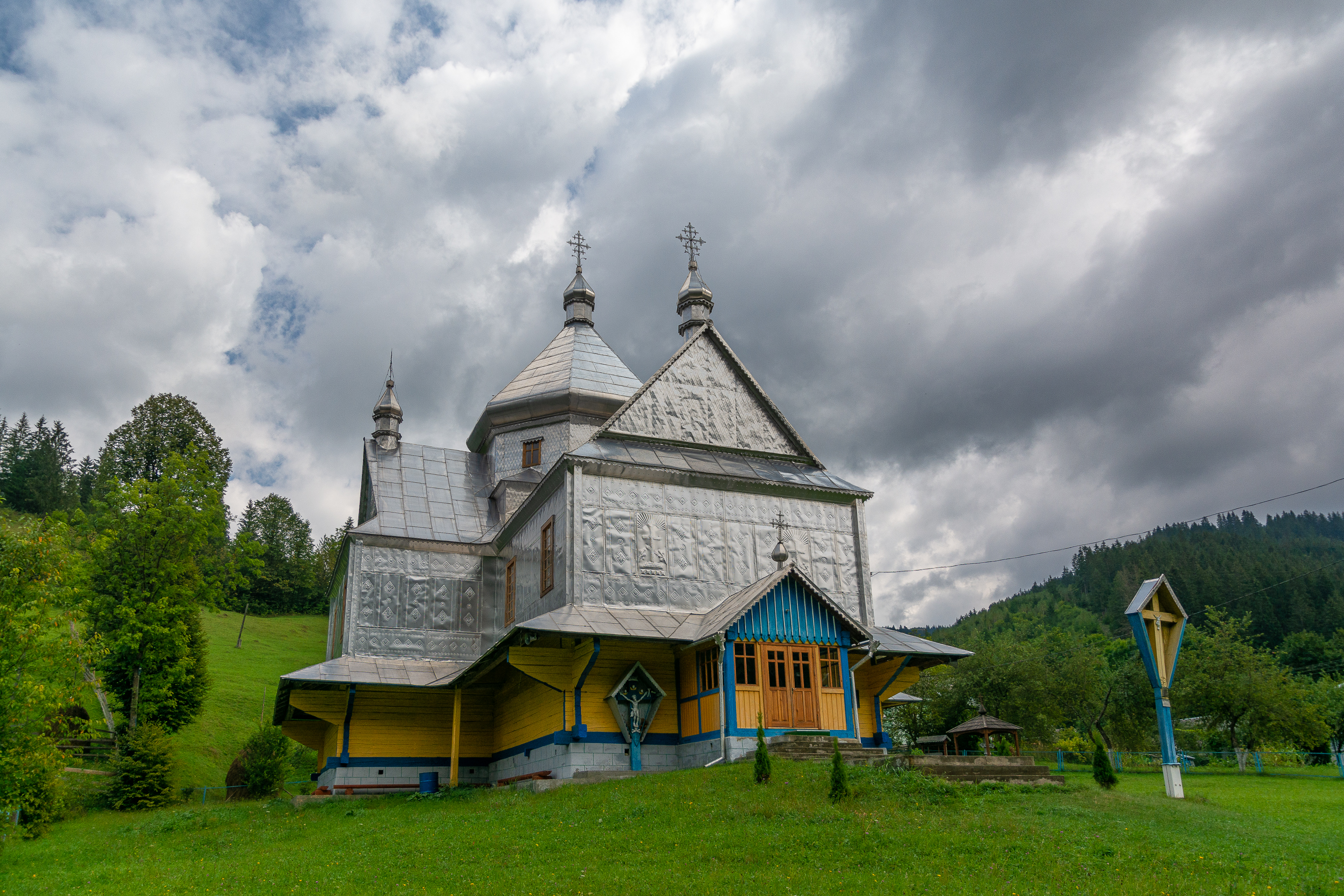
église de la Trinité, classée[5],
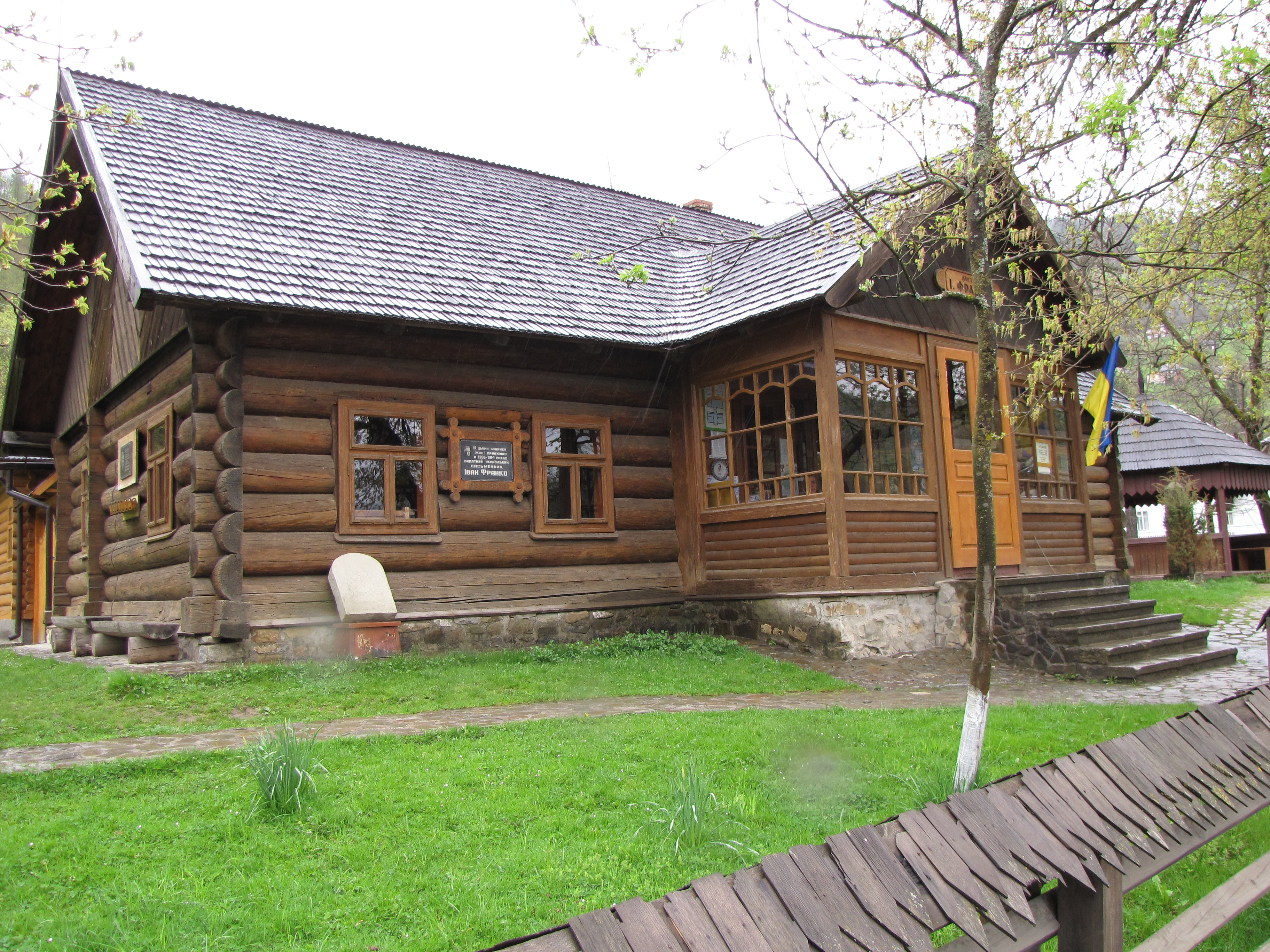
musée Ivan Franko, classée[6],
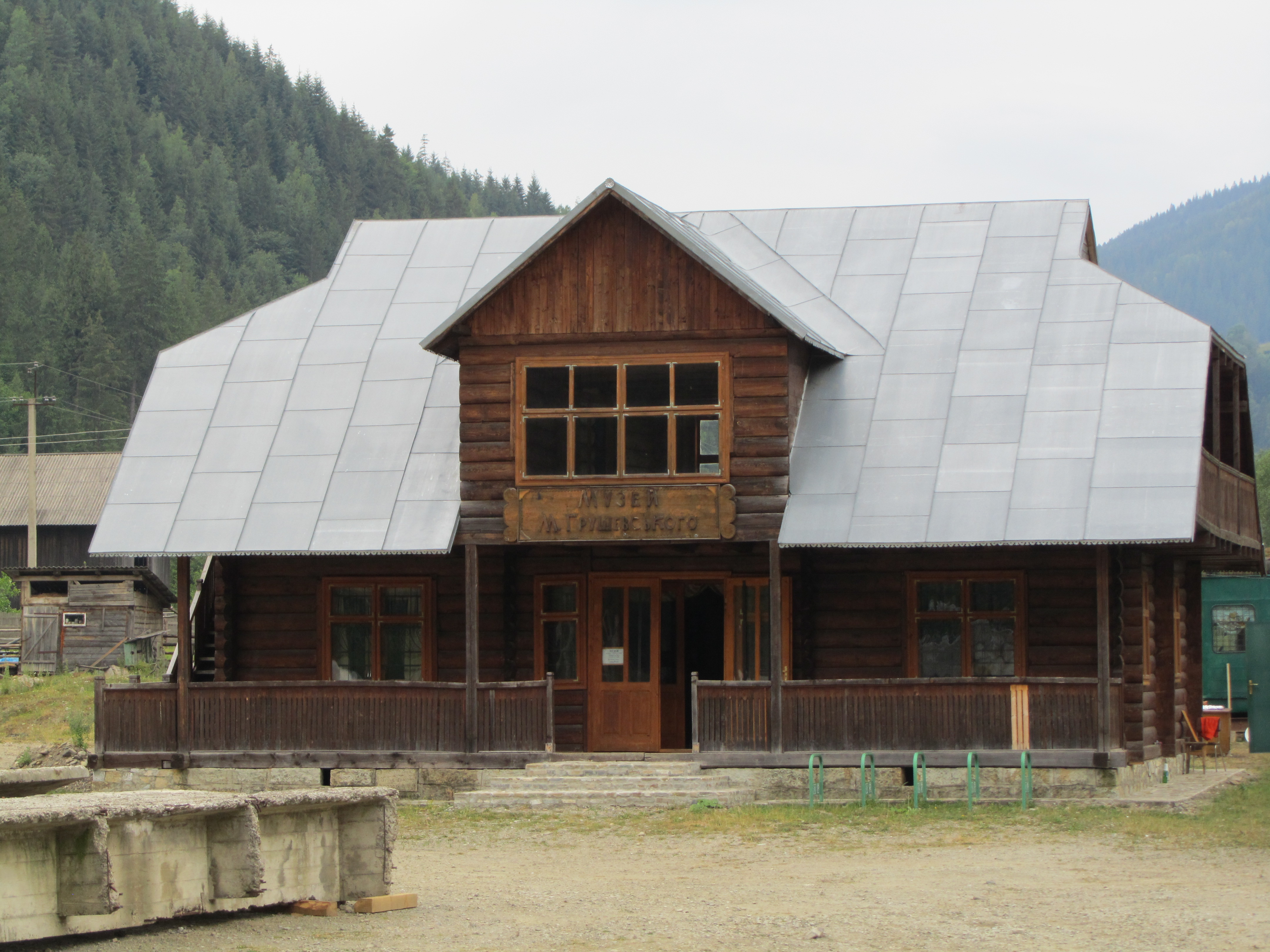
musée Mykhaïlo Hrouchevsky classé[7] à Kryvorivnia.